# 卡瓦利亚斯
卡瓦利亚斯是葡萄牙布拉加区的一个堂区。总面积3.5平方公里，总人口781人，人口密度223.1人/平方公里。